# Décès en janvier 1990
Décès
- 1986
- 1987
- 1988
- 1989
- 1990
- 1991
- 1992
- 1993
- 1994

Pour une information complémentaire, voir la page d'aide.

| Date       | Nom                      | Activités                                                                                                   | Âge | Source |
| ---------- | ------------------------ | --- | --- | ------ |
| 2 janvier  | Alan Hale Jr.            | acteur américain                                                                                            | 68  |        |
| 2 janvier  | Evángelos Avéroff        | homme politique, écrivain, avocat et économiste grec                                                        | 79  |        |
| 2 janvier  | Jean-Claude Demonté      | homme politique français                                                                                    | 52  |        |
| 5 janvier  | Gaston Criel             | écrivain et poète français                                                                                  | 76  |        |
| 5 janvier  | Kléber Piot              | coureur cycliste français                                                                                   | 69  |        |
| 5 janvier  | Joseph Mauclair          | coureur cycliste français                                                                                   | 83  |        |
| 6 janvier  | Ian Charleson            | acteur écossais                                                                                             | 40  | (en)   |
| 6 janvier  | Peter Cookson            | acteur américain                                                                                            | 76  |        |
| 6 janvier  | Hans Jaray               | acteur, metteur en scène et scénariste autrichien                                                           | 83  |        |
| 6 janvier  | Pavel Tcherenkov         | physicien russe                                                                                             | 85  |        |
| 8 janvier  | Jaime Gil de Biedma      | Poète et Écrivain espagnol                                                                                  | 60  | (es)   |
| 8 janvier  | Georgie Auld             | saxophoniste ténor, alto et soprano, et chef d'orchestre de jazz canadien                                   | 70  |        |
| 8 janvier  | Raymond Krug             | footballeur français                                                                                        | 65  |        |
| 9 janvier  | Alfred Coste-Floret      | homme politique français                                                                                    | 78  |        |
| 9 janvier  | Rosemarie Clausen        | photographe allemande                                                                                       | 82  |        |
| 9 janvier  | Paul Bauer               | Alpiniste allemand                                                                                          | 93  |        |
| 9 janvier  | Pierre Herman            | résistant français, syndicaliste et un homme politique                                                      | 79  |        |
| 10 janvier | Dorothea Rudnick         | embryologiste américaine                                                                                    | 82  | (en)   |
| 11 janvier | José Luis García Traid   | footballeur puis entraineur espagnol                                                                        | 53  | (es)   |
| 11 janvier | Hector de Galard         | journaliste français                                                                                        | 68  |        |
| 11 janvier | Francis Pagnon           | musicologue français                                                                                        | 39  |        |
| 11 janvier | Juliet Berto             | metteur en scène de théâtre et réalisatrice de cinéma française                                             | 42  |        |
| 12 janvier | Paul Pisk                | compositeur autrichien, naturalisé américain                                                                | 96  | (en)   |
| 14 janvier | Robert-Daniel Etchécopar | ornithologue et explorateur français                                                                        | 84  |        |
| 14 janvier | Pierre Carous            | homme politique français                                                                                    | 76  |        |
| 15 janvier | Jean Étienne Laget       | peintre français                                                                                            | 93  |        |
| 15 janvier | Zeno Vancea              | compositeur, musicologue, critique musical, chef de chœur, pianiste et professeur roumain                   | 89  | (en)   |
| 17 janvier | Albert Chavaz            | peintre suisse                                                                                              | 82  |        |
| 17 janvier | Charles Hernu            | homme politique français                                                                                    | 66  |        |
| 17 janvier | Ken O'Brien              | animateur et imaginieur américain                                                                           | 74  |        |
| 19 janvier | Viña Delmar              | dramaturge, romancière et scénariste américaine                                                             | 86  |        |
| 19 janvier | Pierre Barbizet          | Pianiste, professeur de musique français                                                                    | 67  |        |
| 20 janvier | Naruhiko Higashikuni     | Premier ministre japonais                                                                                   | 102 |        |
| 20 janvier | Barbara Stanwyck         | actrice américaine                                                                                          | 82  |        |
| 20 janvier | Claude Auclair           | auteur de bande dessinée français                                                                           | 46  |        |
| 23 janvier | Pierre Berjole           | professeur de peinture, directeur d'école d'art, peintre, aquarelliste, illustrateur et décorateur français | 92  |        |
| 24 janvier | Georges Bérard-Quélin    | Journaliste français                                                                                        | 72  |        |
| 24 janvier | Max-Alain Chevallier     | pasteur français, théologien protestant                                                                     | 67  |        |
| 25 janvier | Miloš Hrazdíra           | coureur cycliste tchécoslovaque                                                                             | 44  |        |
| 25 janvier | Ava Gardner              | actrice américaine                                                                                          | 67  |        |
| 25 janvier | Amable Audin             | archéologue français                                                                                        | 90  |        |
| 28 janvier | Jan Lambrichs            | coureur cycliste néerlandais                                                                                | 74  |        |
| 30 janvier | Severino Canavesi        | coureur cycliste italien                                                                                    | 79  |        |
| 31 janvier | Ricardo Bordallo         | homme politique de Guam                                                                                     | 62  | (en)   |